# Musée des arts et métiers

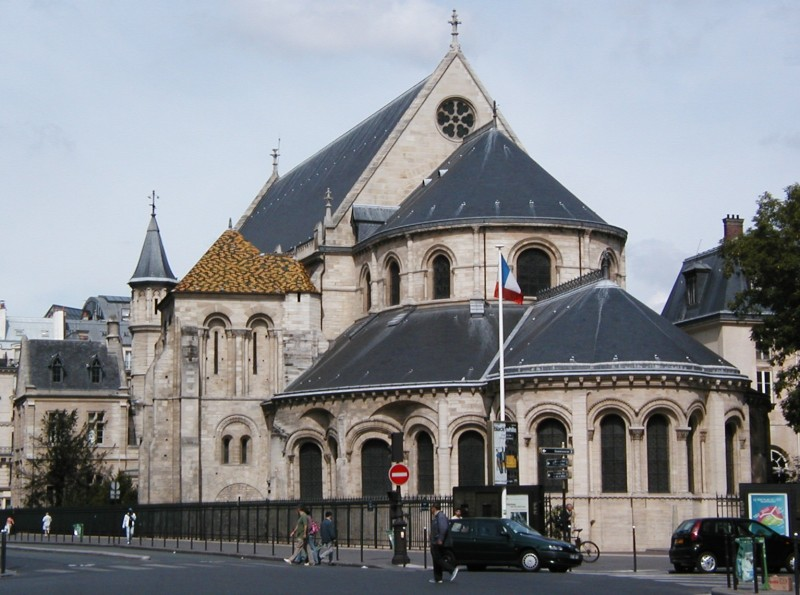
Kapel van het Musée des Arts et Métiers

Het Musée des arts et métiers (Museum van kunsten en beroepen) is een museum in Parijs, gesitueerd in het 3e arrondissement. Het herbergt de collectie van het Conservatoire national des arts et métiers (Cnam), dat werd opgericht in 1794. Het museum bezit een collectie van meer dan 80.000 voorwerpen, waarvan er 40.000 worden geëxposeerd. De niet-geëxposeerde stukken zijn opgeslagen in een depotgebouw in Saint-Denis.
Het museum is te bereiken via metrostation Arts et Métiers.

## Geschiedenis
- 1794: Oprichting naar het initiatief van de priester Henri Grégoire: «Er zal opgericht worden in Parijs, onder de naam Conservatoire des Arts et Métiers, [...] een opslagplaats van machines, modellen, gereedschappen, tekeningen, beschrijvingen en boeken in al de genres van kunstwerken en ambachten.»[1]
- 1990: Modernisering van het museum. Herdefiniëring van het museum rond enkele topobjecten.

## Het museum in de literatuur
Het museum komt voor in de literatuur als het toneel van de climax van de roman De slinger van Foucault van Umberto Eco.

## Enkele objecten in het museum

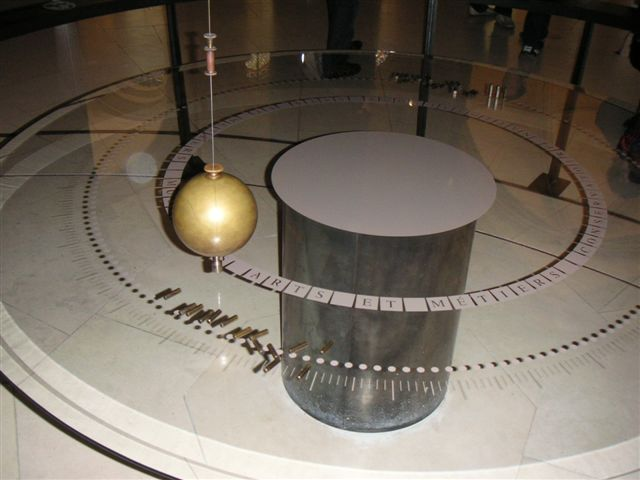
Slinger van Foucault
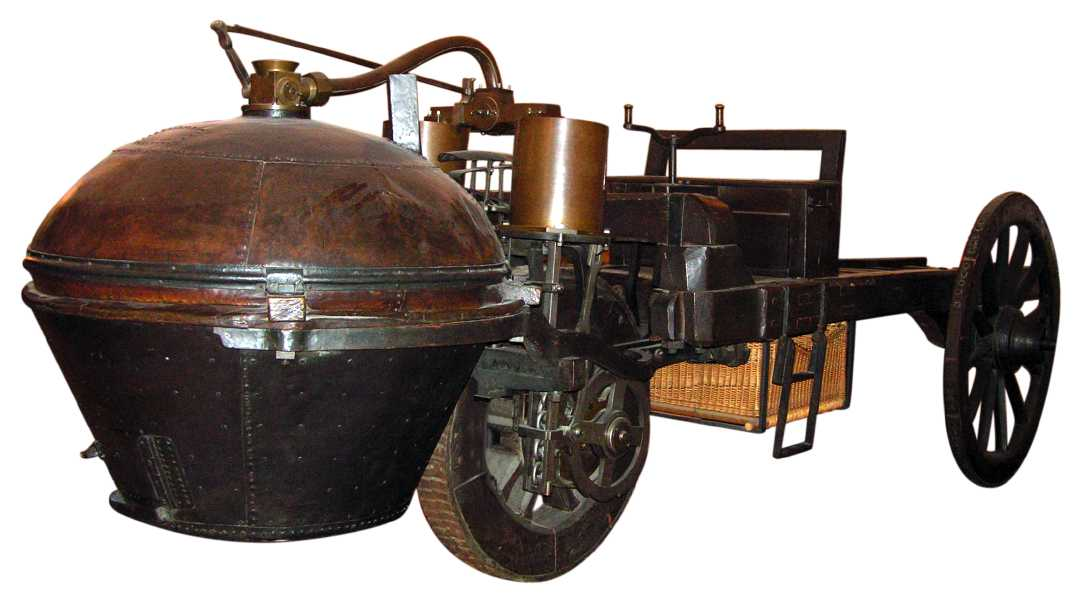
De eerste wagen van Cugnot
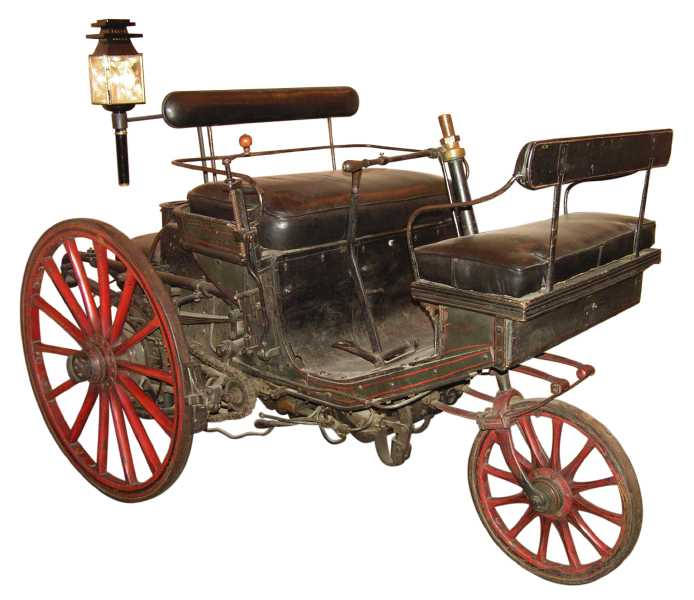
Driewieler Serpollet
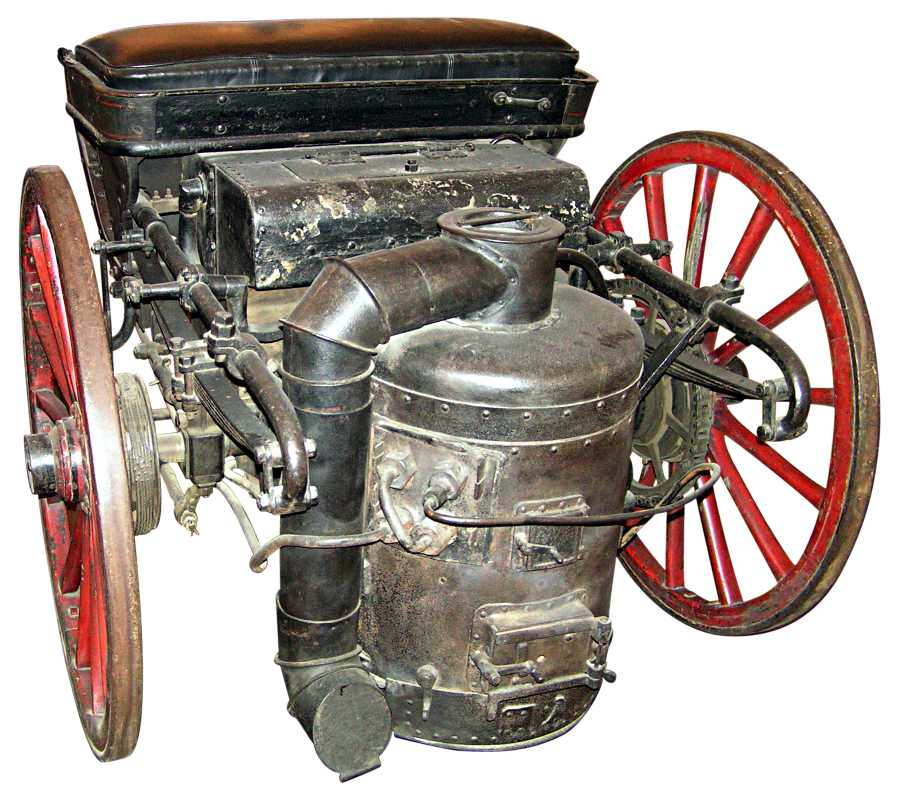
Motor Serpollet
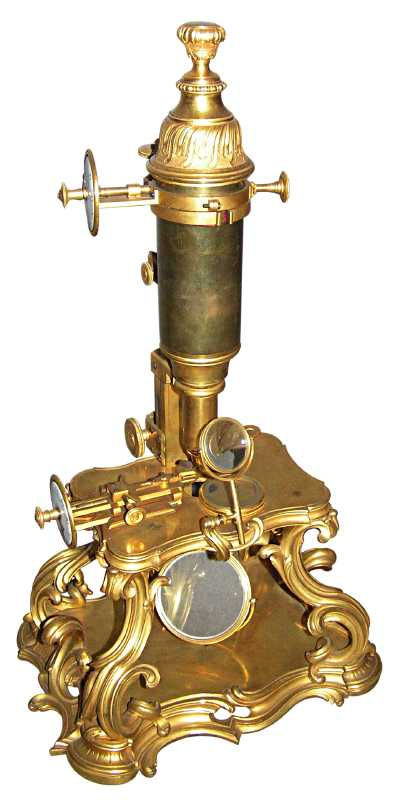
Microscoop
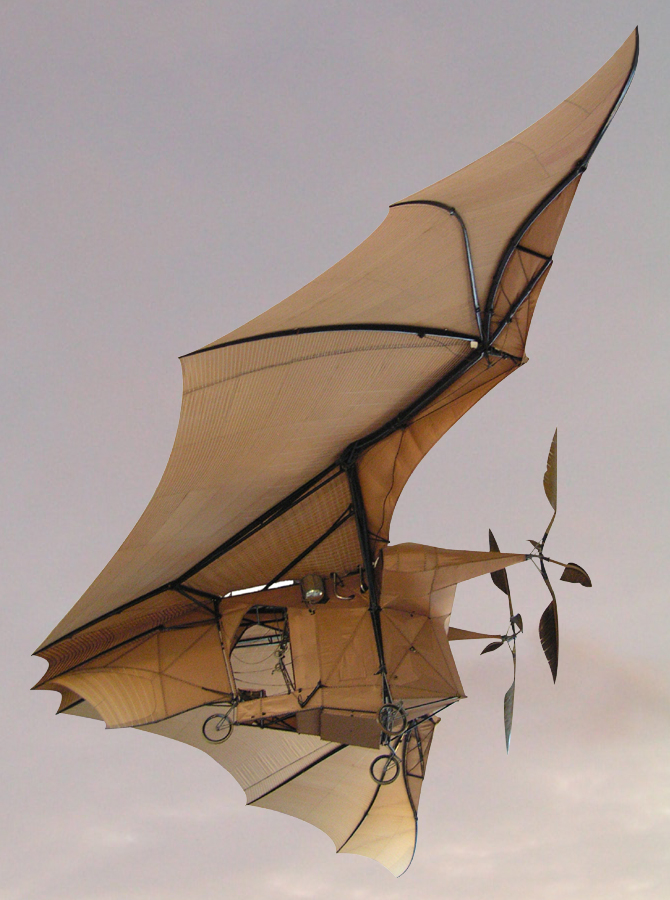
Het eerste vliegtuig van Clément Ader
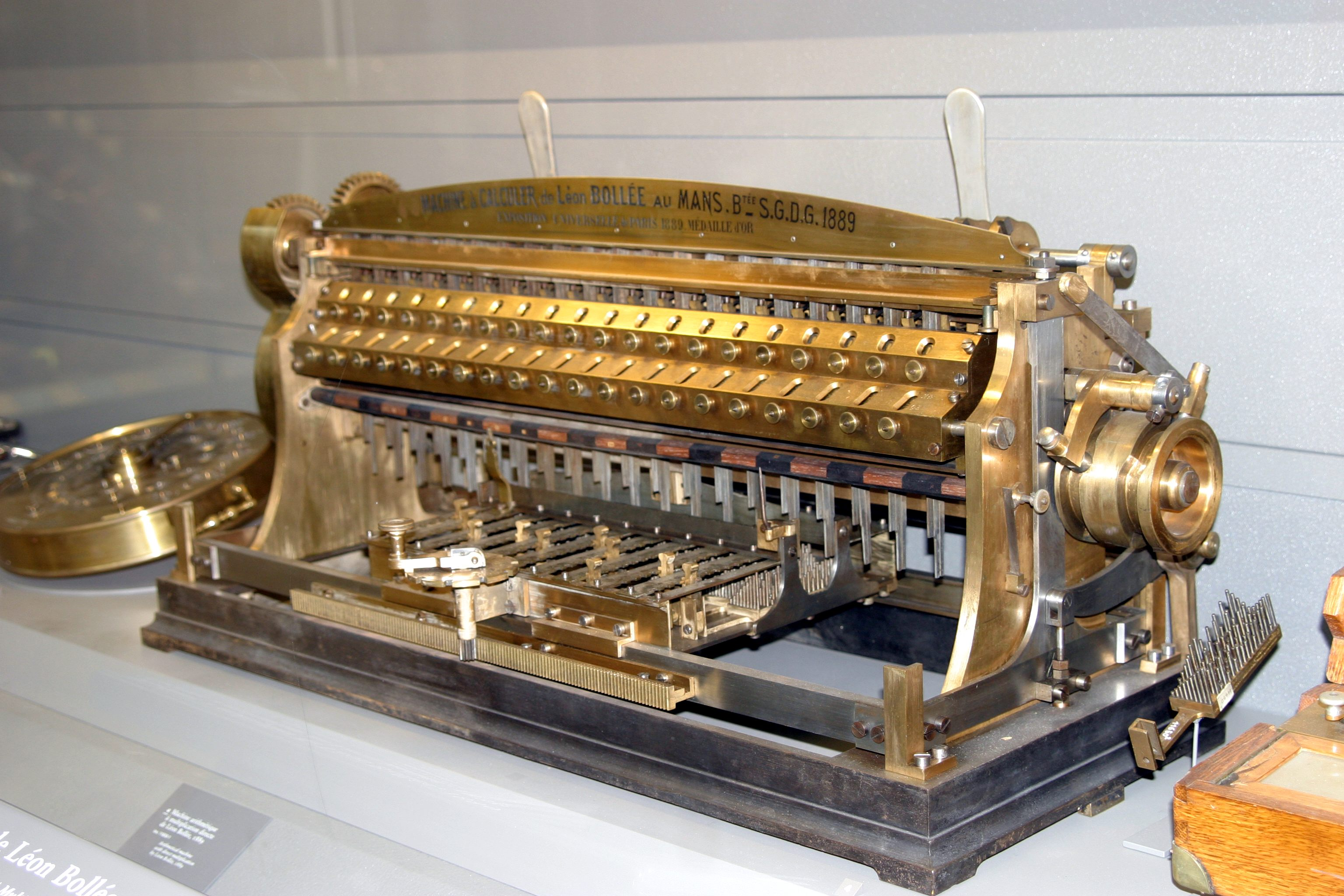
De machine van Léon Bollée